# اس‌ام‌اس استراسبرگ
اس‌ام‌اس استراسبرگ (به انگلیسی: SMS Strassburg) یک کشتی بود که طول آن ۱۳۸٫۷ متر (۴۵۵ فوت ۱ اینچ) بود. این کشتی در سال ۱۹۱۱ ساخته شد.